# فضل أباد السفلي (جلغة بهاباد)
فضل أباد السفلی (بالفارسية: فضل‌آباد سفلی) هي قرية تقع في إيران في قسم جلغة الريفي. يقدر عدد سكانها بـ 69 نسمة .